# Dispersion biologique par radeau de végétation

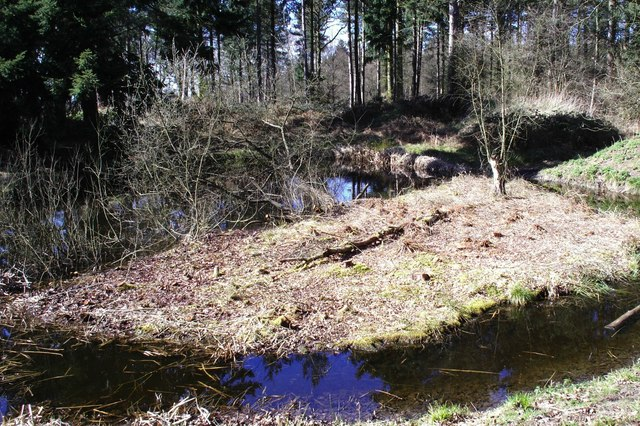
Formation d'un radeau de végétation.

La dispersion par radeau de végétation, appelé évènement de rafting par les anglophones, est un mécanisme de dispersion survenant lorsque des organismes passent d'une masse terrestre à une autre par une traversée maritime sur de grosses masses de végétation flottantes. De tels amas de végétation sont souvent vus flottant sur les grands fleuves des régions tropicales et arrivant jusqu'à la mer, parfois avec des animaux pris au piège.
Les radeaux de végétations ont pu jouer un rôle important dans la colonisation de terres émergées isolés, comme Madagascar, qui est resté isolé durant près de 120 millions d'années, ou l'Amérique du Sud, qui a été isolé durant une grande partie du Cénozoïque. Ces deux masses de terre semblent par exemple avoir recueilli les ancêtres des primates qui les peuplent aujourd'hui par ce mécanisme. Selon les données génétiques, l'ancêtre commun des lémuriens de Madagascar semble avoir traversé le canal du Mozambique par un radeau entre 50 et 60 Ma BP,,. De même, les singes du Nouveau Monde sont considérés comme originaires d'Afrique et ayant colonisé l'Amérique du Sud au cours de l'Oligocène, lorsque ces continents étaient beaucoup plus proches qu'ils ne le sont aujourd'hui. Madagascar semble également avoir recueilli ainsi ses tenrecs (25-42 Ma environ), ses rongeurs nesomyidés (20-24 Ma environ) et ses carnivores eupléridés (19-26 Ma environ), et l'Amérique du Sud ses rongeurs caviomorphes (il y a plus de 30 Ma),. Dans le cas de Madagascar, une étude de 2023 avance l'hypothèse concurrente d'un pont terrestre intermittent, appuyée par des arguments géologiques.
Parmi les reptiles, les iguanidés du Pacifique Sud du genre Brachylophus pourraient descendre d'iguanes partis à la dérive sur plus de 8 000 km depuis l'Amérique centrale ou l'Amérique du Sud (une autre théorie implique la dispersion via une supposée lignée d'iguanes, qui serait désormais éteinte, ayant vécu en Australie ou en Asie). De même, les scinques des genres apparentés Mabuya et Trachylepis auraient apparemment tous deux traversé l'Atlantique depuis l'Afrique respectivement vers l'Amérique du Sud et de Fernando de Noronha, au cours des 9 derniers Ma. Des scinques du même groupe ont également colonisé par radeau depuis l'Afrique les îles du Cap-Vert, Madagascar, les Seychelles, les Comores et Socotra ; parmi les lézards, les scinques et les geckos semblent particulièrement capables de survivre à de long trajets transocéaniques.
La colonisation de groupes d'îles peut se produire par une itération du processus de radeau d'île en île (island hopping pour les anglophones). Un tel processus semble avoir joué un rôle, par exemple, dans la colonisation des Caraïbes par plusieurs groupes de mammifères d'origine sud-américaine.
Toutefois, la dispersion océanique d'espèces terrestres n'implique pas toujours de tels radeaux, et dans certains cas, la natation ou la simple flottaison peut suffire. Les tortues terrestres du genre Geochelone sont arrivées en Amérique du Sud de l'Afrique durant l'Oligocène et ont probablement été aidées par leur capacité à flotter avec la tête vers le haut, émergée, et de survivre jusqu'à six mois sans eau ni nourriture.
Un tel esquif, portant un reptile, apparaît notamment dans le film Océans.